# Lisa the Vegetarian
«Lisa the Vegetarian» (с англ. — «Лиза — вегетарианка») — пятая серия седьмого сезона мультсериала «Симпсоны». Высказанный в серии «Lisa’s Wedding» намёк на то, что Лиза станет вегетарианкой, наконец превращается в действительность.

## Сюжет
После похода в детский зоопарк Лиза, увидевшая там ягнёнка, не может есть мясо на обед. У неё появляются проблемы в школе: её отказ препарировать червя и просьба о вегетарианской пище в школьной столовой рассматриваются администрацией как свободомыслие. В Лизином классе показывают фильм, высмеивающий вегетарианство, и никто из учеников не становится на сторону Лизы. Дома девочка тоже не находит поддержки: Гомер и Барт скандируют: «Не удивишь друзей салатом, салатом их не удивишь!». Кроме того, после барбекю у Фландерса, Гомер решает устроить собственную вечеринку, и это беспокоит Лизу. Она готовит для торжества гаспачо, пытаясь удержать гостей от поедания мяса, но это вызывает лишь насмешки. А когда девочка уходит в свою комнату, в её окно случайно залетает котлета для гамбургера и шлёпается ей прямо в лицо.
Разозлившись, Лиза толкает тележку с жареным поросёнком, главным блюдом праздника, и он бесследно исчезает. Гомер перестаёт разговаривать с дочерью, обстановка в доме Симпсонов накаляется. Да и одноклассники по-прежнему смеются над Лизой. Устав от всеобщего непонимания, она идёт в магазин «На скорую руку» и съедает хот-дог. Апу говорит девочке, что хот-дог не содержит мяса, потому что сам он веган. Он ведёт Лизу в свой тайный сад, где она встречается с Полом и Линдой Маккартни которые тоже вегетарианцы, объясняют, что они старые друзья Апу со времён Пола в Индии. Затем Апу спрашивает её, что случилось дома, что заставило её сбежать. После короткого признания он помогает Лизе понять толерантность. В этот момент она осознает свою нетерпимость к чужим взглядам. Лиза снова принимает вегетарианство, но также понимает, что не должна навязывать другим свои взгляды на права животных.
По пути из магазина домой Лиза видит Гомера, отчаянно ищущего её. Он извиняется перед ней, признавая, что он и Барт зашли слишком далеко, придираясь к ней за то, что она хотела быть вегетарианкой. Лиза извиняется перед Гомером и признает, что не имела права портить его барбекю, они мирятся и вместе идут домой.